# Koruna (berg i Tjeckien, Mellersta Böhmen)
Koruna är ett berg i Tjeckien.   Det ligger i regionen Mellersta Böhmen, i den centrala delen av landet, 60 km sydväst om huvudstaden Prag. Toppen på Koruna är 831 meter över havet.
Terrängen runt Koruna är huvudsakligen kuperad, men åt sydväst är den platt.Runt Koruna är det ganska glesbefolkat, med 28 invånare per kvadratkilometer. Närmaste större samhälle är Příbram, 11,9 km öster om Koruna. I omgivningarna runt Koruna växer i huvudsak barrskog.